# فیزیک در بازی‌های ویدئویی

Blender3D CubePlaneCollision2

فیزیک در بازی‌های رایانه‌ای نوعی اصطلاح تخصصی است که برای بیان رعایت شدن قوانین فیزیک در یک بازی رایانه‌ای به کار می‌رود از مثال‌های مهم فیزیک در بازی‌های رایانه‌ای رد نشدن اجسام از یکدیگر است که در بازی‌های سطح پایین بسیار اتفاق می‌افتد.